# Oktiabrski (Kurgàninsk)
Oktiabrski - Октябрьский (rus) és un possiólok del raion de Kurgàninsk, al krai de Krasnodar, a Rússia. Es troba a les planes del Kuban-Priazov. És a 23 km al nord-oest de Kurgàninsk i a 136 km a l'est de Krasnodar. Pertanyen a aquest possiólok els possiolki de Vostotxni, Komsomolski, Mira i Séverni.